# Otto Wehle
Otto Wehle  (* 6. Mai 1859 in Luckau; † 4. Februar 1928 in Düsseldorf) war ein deutscher Gelbgießer, Konstrukteur, Unternehmer und Einzelhändler.
Wehle lebte seit 1886 in Düsseldorf, in seiner Rheinischen Gaskochherdfabrik produzierte er Kochherde zur Heizung mit Kohle und Gas. Er besaß seit 1888 das Deutsche Reichspatent Nr. 51 133 für einen Gaskochherd. 1891 ging seine Fabrik auf Friedrich Gustav Berg über., seitdem beschränkte er sich offenbar auf den Handel mit Herden und anderen Haus- und Kücheneinrichtungen; um 1900 nennen die Düsseldorfer Adressbücher unter seinem Namen ein Spezialgeschäft für Gasheizung.

## Leben

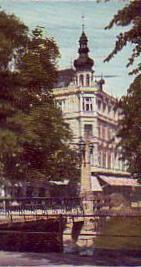
Wohn- und Geschäftshaus Wehle, 1911

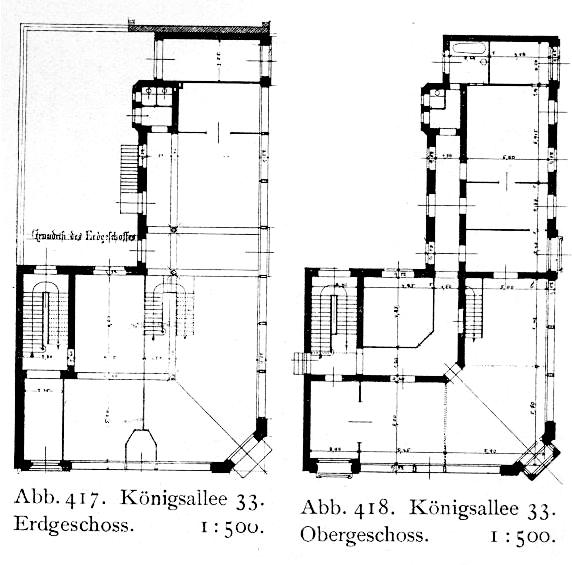
Wohn- und Geschäftshaus Wehle, Grundrisse

Otto Wehle war evangelischer Konfession. Seine erste Ehefrau war Johanna Wehle geb. Messerschmidt (* 20. November 1859 in Werl; † 17. April 1915 in Düsseldorf), gemeinsam hatten sie zehn Kinder. Am 30. Januar 1886 zog die Familie Wehle nach Düsseldorf, wo sie zunächst im Haus Nordstraße 30 lebte. Die Rheinische Gaskochherdfabrik Otto Wehle entstand auf dem Grundstück Capellstraße 22, Familie Wehle wohnte dann im Haus Kaiserstraße 23. Nach dem Verkauf der Fabrik lebte die Familie im von den Düsseldorfer Architekten Bernhard Tüshaus und Leo von Abbema im Stil der Neorenaissance erbauten Wohn- und Geschäftshaus Königsallee 33, später umgenummert zu Königsallee 68, auf dem nördlichen Eckgrundstück an der Einmündung der Grünstraße.
Nach dem Tod seiner ersten Frau heiratete Otto Wehle Katharina Wehle geb. Weckes (* 3. Mai 1876 in Krefeld-Bockum), die römisch-katholischer Konfession war und Düsseldorf nach seinem Tod verließ.
Otto Wehles Geschäft an der Königsallee bestand über seinen Tod hinaus, und noch für das Jahr 2011 ist unter seinem Namen und unter der gleichen Adresse ein Geschäft für Leuchten und Leuchtenteile belegbar.